# Pajaltón Alto
Pajaltón Alto är en ort i Mexiko.   Den ligger i kommunen Chamula och delstaten Chiapas, i den sydöstra delen av landet, 800 km öster om huvudstaden Mexico City. Pajaltón Alto ligger 2 614 meter över havet och antalet invånare är 977.
Terrängen runt Pajaltón Alto är kuperad åt sydost, men åt nordväst är den bergig. Pajaltón Alto ligger uppe på en höjd. Runt Pajaltón Alto är det tätbefolkat, med 530 invånare per kvadratkilometer. Närmaste större samhälle är San Cristóbal de las Casas, 13,1 km sydväst om Pajaltón Alto. Omgivningarna runt Pajaltón Alto är en mosaik av jordbruksmark och naturlig växtlighet.